# René Schneider
René Schneider Chereau (Concepción, 31 dicembre 1914 – Santiago del Cile, 25 ottobre 1970) è stato un generale cileno. Comandante in capo dell'esercito cileno durante le elezioni presidenziali del 1970, quando fu assassinato durante un tentativo di sequestro, la sua morte a seguito delle ferite riportate nel tentativo di sequestro pose fine alla cosiddetta "dottrina Schneider" contraria all'intervento militare nella vita politica, ed aprì la strada al golpe che tre anni dopo portò il Cile alla dittatura militare.

## Biografia
Nato a Concepción, il 31 dicembre 1914. Entrò nell'esercito nel 1929, nel 1944 fu promosso capitano, nel 1963 colonnello e nel 1968 generale di brigata. 
Il generale Roberto Viaux il 21 ottobre 1969 guidò una insurrezione militare, il cosiddetto Tacnazo contro il governo del presidente cileno, il democristiano Eduardo Frei Montalva, che fallì ma portò alle dimissioni del Comandante dell'Ejército Sergio Castillo Aránguiz.
Dopo una brillante carriera, Schneider, in quel momento comandante della 5.ª División dell'Ejército a Punta Arenas, fu così nominato comandante in capo dell'Ejército de Chile il 27 ottobre 1969, dal presidente Frei.
Nel 1970, la possibile vittoria elettorale di Salvador Allende contro il candidato della desrta Jorge Alessandri Rodríguez, preoccupava soprattutto la classe militare cilena, a causa della sua ideologia marxista. Nel settembre 1970 si erano svolte le elezioni presidenziali cilene che non avevano visto la vittoria di nessuno dei due principali candidati. Sarebbe stato il Congresso quindi a votare il presidente. 
Riguardo a ciò, Schneider espresse pubblicamente, in un'intervista concessa al giornale El Mercurio, la sua opposizione all'idea di bloccare la ratifica della vittoria elettorale di Allende tramite un colpo di Stato: da costituzionalista, voleva mantenere la tradizione apolitica dell'esercito cileno. La sua posizione in seguito fu pubblicizzata dalla Unidad Popular come la "dottrina Schneider".
Il 22 ottobre 1970, uomini legati al generale Viaux e pagati 35.000$ dalla CIA cercarono di sequestrarlo. La sua macchina ufficiale fu bloccata in una via di Santiago. Il generale Schneider fu ferito e fu portato in un ospedale militare.
Allende fu allora eletto come Presidente dal Congresso Nazionale, tramite un accordo con il democristiano Frei il 24 ottobre.
L'indomani, a causa delle ferite, il generale morì in ospedale.
Il 26 ottobre 1970, il presidente uscente Eduardo Frei, d'accordo col subentrante Allende, nominò per sostituirlo il generale Carlos Prats, amico di Schneider, come comandante in capo dell'Esercito.

## Vita privata
Sua pronipote è Emilia Schneider, prima persona transgender ad essere eletta alla Camera dei deputati del Cile.